# The Priest and the Man
The Priest and the Man è un cortometraggio muto del 1913 diretto da J. Searle Dawley, basato su The Going of the White Swan, un racconto firmato da Gilbert Parker.

## Produzione
Il film fu prodotto dalla Edison Company.

## Distribuzione
Distribuito dalla General Film Company, il film - un cortometraggio in una bobina - uscì nelle sale cinematografiche degli Stati Uniti l'8 marzo 1913.